# Airbus Helicopters H135M
Der Airbus Helicopters H135M (ehemals EC635) ist ein Hubschrauber des europäischen Herstellers Airbus Helicopters. Es handelt sich um die militärische Version des H135.

## Geschichte
Der Prototyp flog erstmals am 31. März 2001. Der Typ wurde 2002 auf der Internationalen Luft- und Raumfahrtausstellung Berlin erstmals vorgestellt. Die Entwicklung geht auf eine Anforderung der portugiesischen Armee für einen leichten Mehrzweckhubschrauber aus dem Jahr 1999 zurück. Bei Eurocopter in Donauwörth begann die Entwicklung und Produktion der EC 635 mit der Überarbeitung des EC 135. Für die militärische Variante wurden nur minimale Änderungen vorgenommen. Dies sind die Verstärkung der Struktur und die Anbringung von Waffenaufhängepunkten, welche die Voraussetzung für eine leichte Bewaffnung des Helikopters schaffen. Am 10. August 2001 erfolgte die Musterzulassung der EC 635 T1 durch die EASA.
Im Zuge der Umstrukturierung und Umbenennung des Mutterkonzerns EADS zur Airbus Group wurde im August 2013 beschlossen, das Unternehmen Eurocopter ab Januar 2014 in Airbus Helicopters umzubenennen.

## Varianten
- H135M (ehemals EC 635 T1): Die mit der Turbomeca-Arrius-2B2-Turbine motorisierte Variante verfügt über eine Leistung von 417 kW.
- H135M (ehemals EC 635 P1): Die mit der Pratt & Whitney-Canada-PW206B2-Turbine motorisierte Variante verfügt über eine Leistung von 419 kW.[3]
- H135M (ehemals EC 635 P2i): Dieses Modell mit Pratt & Whitney-Canada-Turbinen verfügt über ein erhöhtes Abfluggewicht, höhere Nutzlast sowie die Fähigkeit, auch in hoch gelegenen Gebieten bei sehr hohen Temperaturen operieren zu können.
- H135M (ehemals EC 635 T2i): Dieses Modell mit Turbomeca-Arrius-Turbinen verfügt über ein erhöhtes Abfluggewicht, höhere Nutzlast sowie die Fähigkeit, auch in hoch gelegenen Gebieten bei sehr hohen Temperaturen operieren zu können.

## Technische Daten

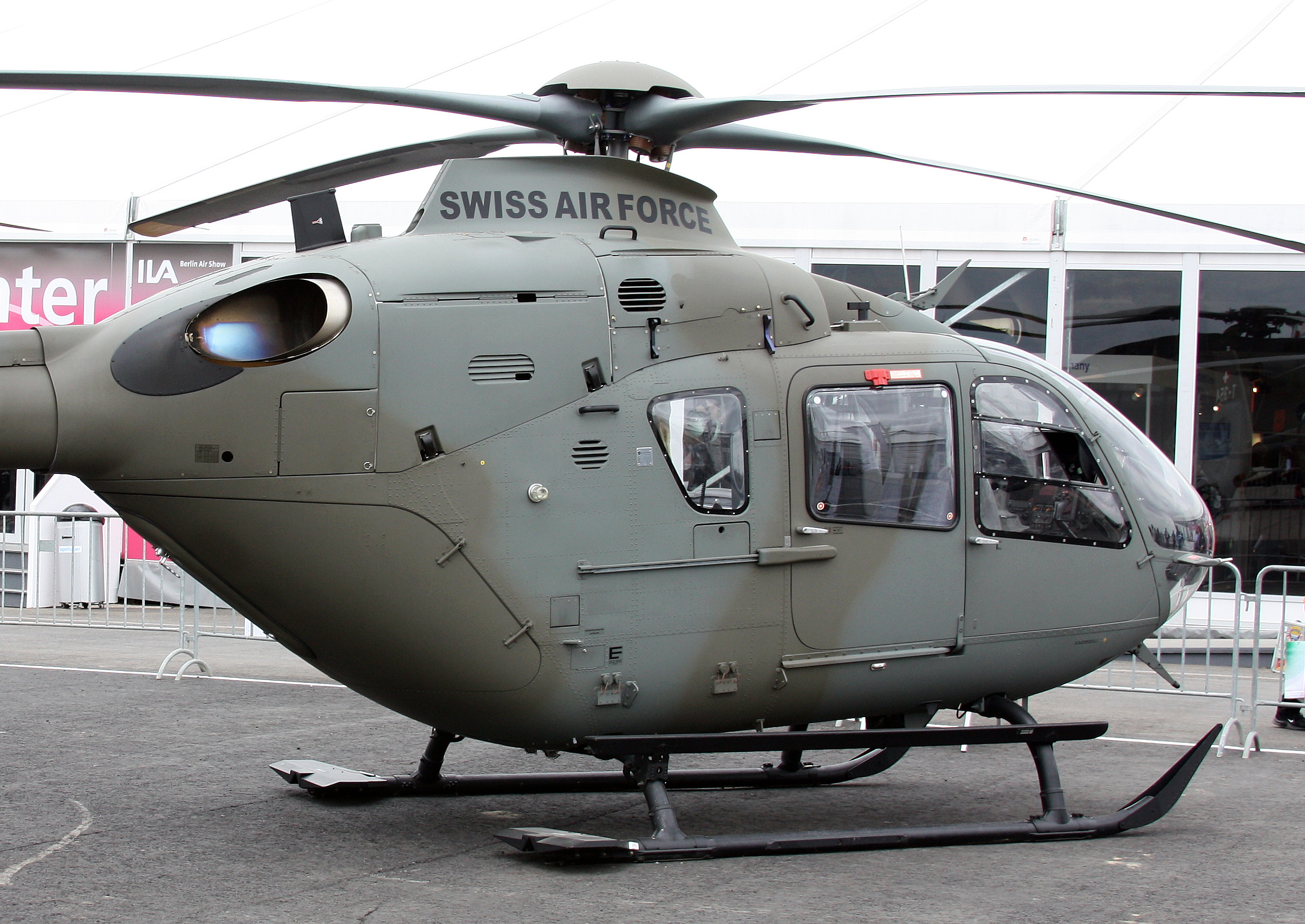
EC 635P2+ der Schweizer Luftwaffe (ILA 2010)

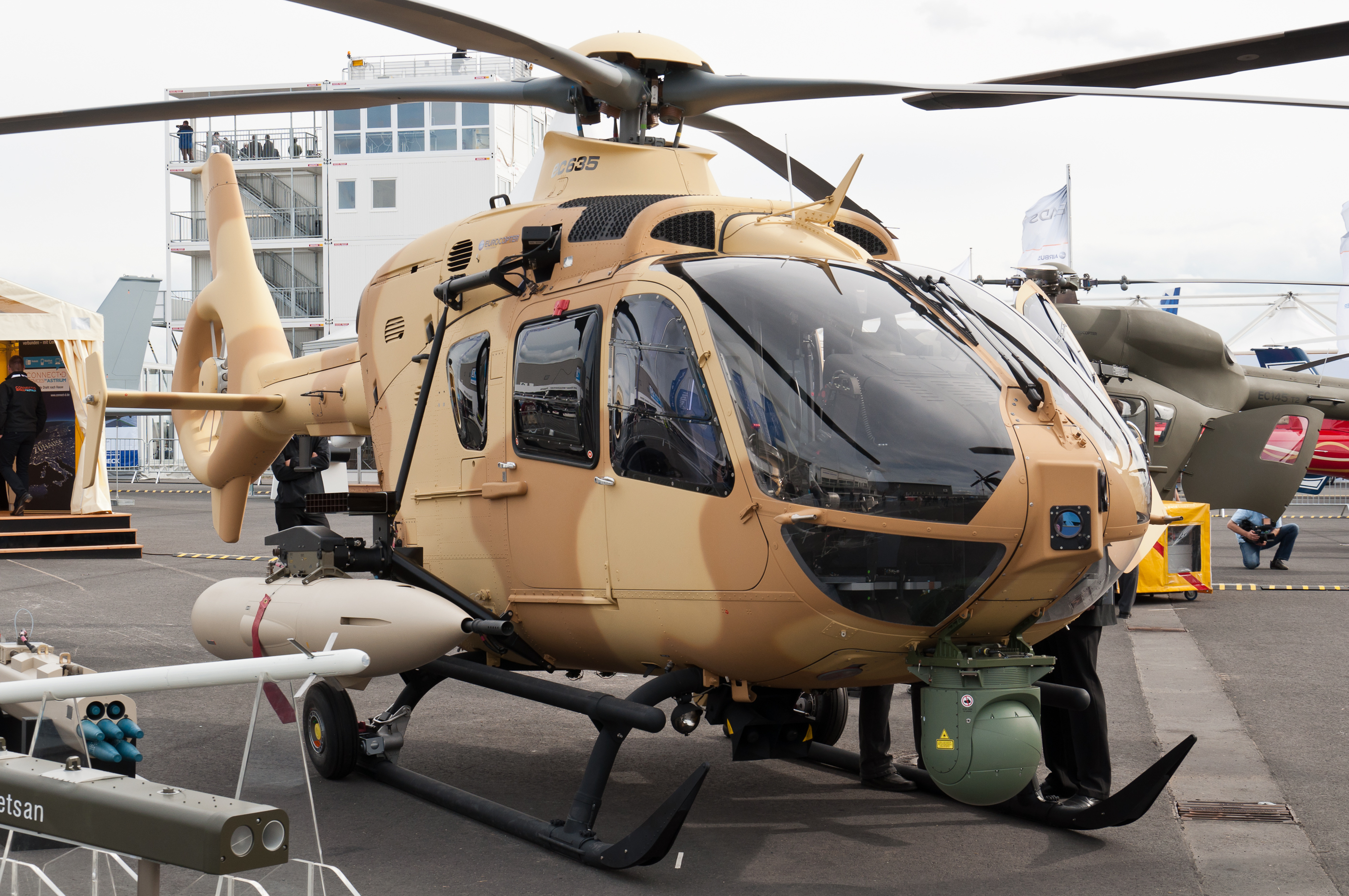
Mock-up eines EC 635 auf der ILA 2012

| Kenngröße                 | Daten H135M ab Baujahr 2008 *            |
| ------------------------- | ---------------------------------------- |
| Rotordurchmesser          | 10,20 m                                  |
| Länge                     | 10,16 m                                  |
| Leergewicht               | 1900 kg (ohne Truppensitze)              |
| max. Startgewicht         | 2910 kg                                  |
| Höchstgeschwindigkeit     | 259 km/h                                 |
| max. Reisegeschwindigkeit | 256 km/h                                 |
| Flughöhe                  | 3050–2070 m (mit und ohne Bodeneffekt)   |
| Startleistung             | 640 kW                                   |
| Dauerleistung             | 566 kW                                   |
| Triebwerke                | 2 × Pratt & Whitney PW 206B2 Gasturbinen |
| Reichweite                | 552 km                                   |
| Flugdauer                 | etwa 3 Stunden                           |

 * Die technischen Daten beruhen auf Angaben der Schweizer Luftwaffe.

### Rotorsystem
Der H135M ist mit einem starren Rotorkopf und elastisch aufgehängten Rotorblättern ausgerüstet. Zum Drehmomentausgleich am Heck wird ein Fenestron eingesetzt. Das Hauptrotorgetriebe der Firma ZF Getriebe GmbH wurde extrem flach ausgelegt und ist in der X-, Y- und Z-Achse gedämpft.

### Struktur

#### Dachstruktur

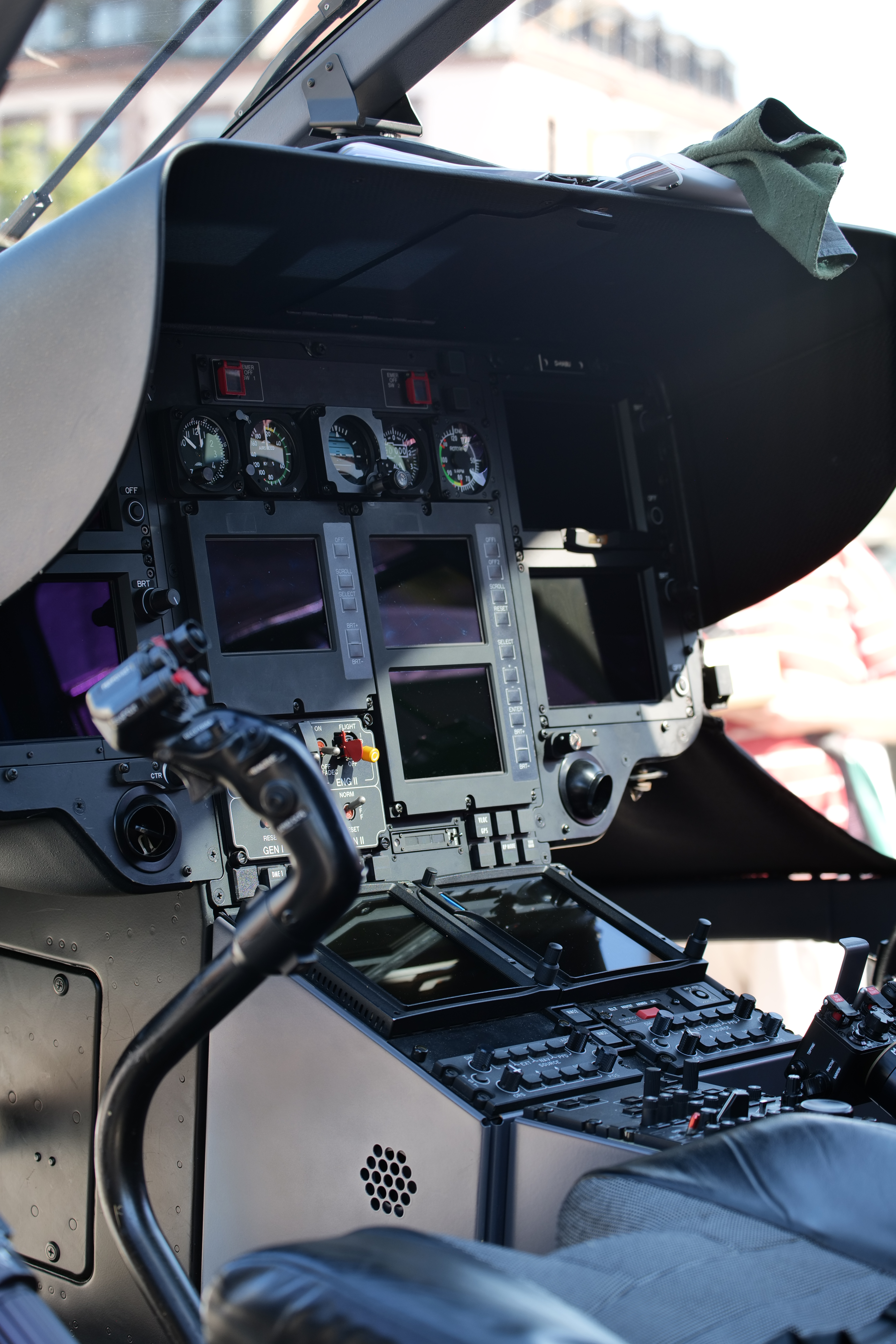
Blick in das Cockpit einer H135M der Luftwaffe

Die Dachstruktur besteht aus umgeformten und genieteten Blechen aus Aluminiumlegierungen und im Triebwerksbereich aus Brandschutzgründen aus Titan. Auf der Dachstruktur sind das Hauptgetriebe sowie die zwei Triebwerke befestigt.

#### Seitenspanten
Die Seitenspanten sind ebenfalls aus umgeformten und genieteten Aluminiumblech und verbinden die Dachstruktur mit der Bodenstruktur. An ihnen sind auch die Aufhängepunkte für eventuelle Waffenträger oder Abseilvorrichtungen und -winden angebracht.

#### Bodenstruktur
Wie auch die Dachstruktur und die Seitenspanten ist auch die Bodenstruktur aus umgeformten und genieteten Aluminiumblech gefertigt. In diese sind die selbstdichtenden Treibstofftanks eingelassen und die Aufhängungen für den Lastenbalken befestigt, der unter dem Rumpf angebracht werden kann.

#### Kabinenrahmen
Der Kabinenrahmen besteht aus einem Faser-Kunststoff-Verbund und ist hohl. An ihm ist die Kabinenverglasung aus Acrylglas sowie die Kabinentüren und die Dachverschalung darüber angebracht.

#### Heckrotorträger
Der Heckrotorträger mit der daran befestigten Höhenflosse und dem Seitenleitwerk, worin der Fenestron verbaut ist, besteht fast vollständig aus Faser-Kunststoff-Verbund. Aufgrund von Rissen am Übergang zwischen Heckrotorträger und Seitenleitwerk wurde dieser Teil bei allen EC 635 der Schweizer Luftwaffe mit einem aufgenieteten Blech verstärkt.

### Waffenzielsysteme
Bisher sind noch keine vorgesehen. Es können folgende für Polizeihubschrauber konfigurierten Geräte an den Kufen montiert werden:
- 1 × Hochleistungs-Suchscheinwerfer (z. B. Spectrolab SX-16 „Nitesun“)
- 1 × kreiselstabilisierter Sensor-Drehturm mit Wärmebild- und Tageslicht-Digitalfilmkamera (FLIR wie z. B. L3 Wescam MX-15 oder 16DWS)

## Bewaffnung
Intern (auf schwenkbaren Drehkugellafetten in der Schiebetür lafettiert)
- 2 × 7,62-mm-Maschinengewehre Fabrique Nationale FN MAG 60.30 GPMG mit mehreren Gurtkästen zu je 100 Schuss Munition

Extern (Kampfmittel für maximal 1200 kg an zwei Außenlastträgern vor der Schiebetür)
An zwei seitlichen Waffenträgern können folgende Waffen mitgeführt werden:
Ungelenkte Luft-Boden-Raketen
- 2 × Raketen-Rohrstartbehälter Forges de Zeebrugge FZ231 für je 12 × ungelenkte Hydra oder WA-Luft-Boden-Raketen; Kaliber 70 mm / 2,75 Inch
- 2 × LAU-59/A-Raketen-Rohrstartbehälter für je 7 × ungelenkte Hydra-Luft-Boden-Raketen; Kaliber 70 mm (2,75 inch)
- 2 × Raketen-Rohrstartbehälter TBA Telson 12 für je 12 × ungelenkte SNEB-Luft-Boden-Raketen; Kaliber 68 mm
- oder alternativ (Irak) : 1 × Raketen-Rohrstartbehälter Forges de Zeebrugge FZ233 für je 7 × ungelenkte Hydra oder WA-Luft-Boden-Raketen; Kaliber 70 mm / 2,75 inch

Luft-Boden-Lenkflugkörper
- 2 × TBA Telson 8-Raketen-Rohrstartbehälter für je 8 × ACULEUS 68 LG lasergesteuerte Luft-Boden-Raketen.

Zusatzbehälter
- 2 × Maschinenkanonenbehälter Nexter (GIAT) POD NC 621 mit je einer 20-mm-Maschinenkanone M621 und je 180 Schuss Munition
- 2 × FN-Herstal HMP 400LC-MG-Behälter mit je einem FN-M3P-12,7-mm-Maschinengewehr und je 400 Schuss Munition

### Selbstschutz
Aktiv
Die folgenden Systeme wären optional einbaubar, sind aber noch von keinem Kunden geordert worden.
- Raketenanflugwarn-System (EADS MILDS AN/AAR-60)
- elektronisches Täuschkörperwerfer-System (MBDA Saphir-M)

Passiv
- 3 × Kabelschneider

## Exporte
Australien: 5; Auf Grund eines temporär hohen Schulbedarfs hat Australien Anfang 2024 eine Leasingvereinbarung über fünf seinerzeit neuwertige Exemplare mit dem Vereinigten Königreich geschlossen, dass diese Exemplare selbst nicht in Dienst gestellt hatte. Sie werden von der Australian Army Aviation am Standort Oakey eingesetzt.
 Brasilien: 3 UH-17; Die Marinha do Brasil bestellte 2019 drei Exemplare, die 2020 zuliefen. Sie stehen im Dienst der Staffel HU-1 auf der Marinebasis São Pedro da Aldeia.
 Irak: 24, Die irakische Regierung hat am 25. März 2009 einen Vertrag mit der französischen Regierung unterschrieben, die ein Auftragsvolumen von 24 Eurocoptern EC 635 umfasst. Die Summe beläuft sich auf etwa 360 Millionen Euro und der Vertrag beinhaltet auch ein Schulungsprogramm für irakische Piloten durch französische Ausbilder sowie ein Wartungsprogramm, das Ersatzteile und Schulung beinhaltet.
 Portugal: 0 (9); Eurocopter sicherte eine Lieferung von neun Maschinen im Zeitraum zwischen Juli 2001 und März 2002 zu. Da dies offenbar wegen technischer Probleme nicht zustande kam, wurde der Auftrag im Wert von 35 Millionen Euro storniert; das Land erhielt den bezahlten Kaufpreis inklusive einer Entschädigung in Millionenhöhe zurück. Insgesamt wurden zwei Maschinen (Seriennummer 0173 und 0183) vorübergehend nach Portugal geliefert, sie wurden jedoch anschließend zurückgegeben.
 Jordanien: 9; Daraufhin wurde die Lieferung anderen Streitkräften angeboten. Jordanien kaufte schließlich die neun Hubschrauber, die ab 2004 ausgeliefert wurden (Seriennummern: 0173, 0183, 0194, 0200, 0201, 0202, 0206, 0208, 0216).
 Marokko: 12; Marokko bestellte 2022 für die Königlich Marokkanische Luftwaffe zwölf H135M zu Schulungszwecken, deren Auslieferung 2023 begann. Sie stehen im Dienst der L'Ecole de Pilotage Hélicoptère (EPH) des Centre d'Instruction des Équipages d'Hélicoptères (CIEH) und sind auf dem Militärflugplatz Bassatine in Meknes stationiert.
 Schweiz: 20; Die Schweizer Luftwaffe hat 18 EC 635P2+ und zwei EC 135P2+ in VIP-Ausführung, die dort ebenfalls als EC 635 bezeichnet werden, als Ersatz für die veraltete Alouette III beschafft. Das Rüstungsgeschäft beinhaltet die Lieferung von vier Maschinen aus Deutschland; die Montage der restlichen Maschinen findet in der Schweiz statt. Dies summiert sich insgesamt auf etwa 200 Millionen Euro. Im September 2009 waren alle 18 Stück ausgeliefert.
Das ehemalige Schweizer Nachrichtenmagazin Facts publizierte in seiner Ausgabe vom 22. September 2005, dass die Schweiz einen überhöhten Preis für die EC 635 zahle und dass dies Teil einer Absprache zwischen dem Schweizer Rüstungskonzern RUAG und der Airbus-Gruppe sei, zu der Eurocopter gehört. Der Kaufpreis (15 Millionen Franken pro Stück im Vergleich zu den fünf Millionen, die Portugal bezahlte) sei als „Dank“ für die enge Zusammenarbeit der Ruag mit Airbus zu verstehen – die Ruag erhielt zuvor eine „Auftrags-Absicherung“ in Höhe von 310 Millionen Franken. Der Kaufpreis für die 20 Helikopter beträgt ebenfalls 310 Millionen. Das Schweizer Parlament untersuchte die Vorwürfe. In seinem Abschlussbericht kam die Schweizer Wettbewerbskommission zu dem Schluss, dass die „Vorabklärung“ ohne Folgen abzuschließen sei. Facts wurde zu einer Gegendarstellung verpflichtet und blieb bei seiner Darstellung. Der Preis für die Lieferung der Hubschrauber für Portugal war 1999 besiegelt worden, der Vertrag für die Lieferung für die Schweizer Hubschrauber stammt aus dem Jahr 2006.
Die Schweizer Hubschrauber werden für u. a. leichte Transporte (Innen- und Außenlast), Passagier- und VIP-Transporte, Feuerbekämpfung und Aufklärung sowie als Schulungshubschrauber eingesetzt. Sie können auf Veranlassung auch für zivile Hilfe angefordert werden.
 Vereinigtes Königreich: 29; Die Royal Air Force betreibt seit 2018 29 Exemplare zu Trainingszwecken am Standort Shawbury und bezeichnet sie als „Juno HT1“. Das Land bestellte 2022 fünf weitere Exemplare, die durch das Army Air Corps als Ersatz der 2023 ausser Dienst gestellten Gazelle hätten betrieben werden sollen. Sie wurden nicht in Dienst gestellt und 2024 an Australien verleast.